# 贝尔特-奥拉·努德兰德
贝尔特-奥拉·努德兰德（瑞典語：Bert-Ola Nordlander，1938年8月12日—），瑞典男子冰球运动员。他曾代表瑞典参加1960年、1964年、1968年和1972年冬季奥林匹克运动会冰球比赛，获得一枚银牌。